# アウレリオ・ランプレディ
アウレリオ・ランプレディ（Aurelio Lampredi 、1917年6月16日 - 1989年6月1日）はイタリア・リヴォルノ出身のレーシングカーのエンジン設計者。

## 経歴
もとはスクーターで著名なベスパを製造していたピアッジオで働いていたが、後にイゾッタ＝フラスキーニへ移ると、本格的に航空機用のエンジンを設計するためにReggianeへ移籍する。
第二次大戦後はフェラーリへ移籍。一時、1947年3月には古巣イゾッタ＝フラスキーニへ移るが、翌1948年、再びフェラーリに戻った。ランプレディが成功したのは1950年代のフェラーリ・375F1に搭載された4.5リットルV型12気筒（ランプレディ・エンジン）で、これはこれまでほとんどのフェラーリ車で使用されていたジョアッキーノ・コロンボによって設計されたV型12気筒エンジンに取って代わる斬新なものであった。 F1においてもコロンボが手がけたエンジンが失敗し信頼を失っていたのとは対照的に、ランプレディが手がけたエンジンの評価は急速に高まっていった。彼が設計したエンジンは、ヤーノが手がけたV型6気筒とV型8気筒に取って代われるまで、レーシング・フェラーリのスタンダードであり続けた。
フェラーリを去り、フィアットに移籍すると、1977年までフィアット車全般のエンジン設計に関わった。中でもコッグドベルトを用いたフィアット・ツイン・カム・エンジン（通称：ランプレディ・ユニット）は32年以上の間、多くのフィアット車（ランチアおよびアルファ・ロメオを含む。）のラインナップに搭載されたほか、モータースポーツにおいてもランプレディ・ユニットは1970年代のフィアット131アバルトや1990年代のランチア・デルタによるWRC制覇の原動力ともなった。 